# Eben Etzebeth

a Compétitions nationales et continentales officielles uniquement.

b Matchs officiels uniquement.
Dernière mise à jour le 16 août 2025.
Eben Etzebeth, né le 29 octobre 1991 au Cap, est un joueur international sud-africain de rugby à XV évoluant au poste de deuxième ligne. Il joue pour les Sharks, franchise sud-africaine, évoluant en United Rugby Championship. 
Avec sa sélection nationale, il remporte la Coupe du monde en 2019, ainsi qu'en 2023.

## Biographie

### Jeunesse et formation
Avant ses débuts professionnels, il joue avec les Ikey Tigers, l'équipe de l'Université du Cap en Varsity Cup, ainsi qu'en équipe d'Afrique du Sud des moins de 20 ans.

### Carrière en club

#### Western Province et Stormers
Eben Etzebeth fait ses débuts en Super 15 avec les Stormers en février 2012 contre les Hurricanes.
En 2013, il est titulaire en finale de la Currie Cup face aux Natal Sharks. La même année, il est nommé pour le titre de meilleur joueur du monde décerné par l'IRB aux côtés de Sergio Parisse, Ben Smith, Leigh Halfpenny et Kieran Read. C'est finalement ce dernier qui est élu.
Alors que des rumeurs l'envoient au Rugby club toulonnais à l'issue de la Coupe du monde 2015, il rejoint finalement les Red Hurricanes en Top League japonaise.

#### RC Toulon
Après la victoire en Coupe du monde 2019, il rejoint le RC Toulon en Top 14. Il débute dans le championnat de France le 22 décembre 2019 à l'occasion d'un match contre Clermont, et inscrit un essai dès la 4e minute.
Le 23 juillet 2020, il prolonge son contrat avec le RC Toulon pour trois saisons, et est donc lié au club varois jusqu'en 2024.
Il est pour la première fois de sa carrière aligné au poste de troisième ligne aile lors de la victoire 35-13 face au Stade Français en janvier 2021.
Le RC Toulon atteint la finale du Challenge Européen en 2020 face à Bristol et en 2022 face au LOU, le club perd ces deux finales. Eben Etzebeth participe aux deux finales en tant que titulaire,.

#### Sharks
En février 2022, il annonce aux supporters toulonnais son départ anticipé à la fin de la saison et son retour dans son pays natal, au sein de l'équipe des Sharks. Il signe jusqu'en 2027.
Dès son arrivée, il participe à la première campagne des franchises sud-africaines en Champions Cup. Il fait partie des 15 joueurs en lice pour le titre de joueur ECPR de l'année 2023.
En fin d'année 2023, il est récompensé lors des Prix World Rugby lorsqu'il est sélectionné dans le XV masculin de l'année

### Carrière internationale
Eben Etzebeth est considéré comme le successeur de Bakkies Botha en Équipe d'Afrique du Sud de rugby à XV, où il fait ses débuts contre l'Angleterre le 9 juin 2012.
Il participe l'édition 2015 de la Coupe du monde, où il dispute sept rencontres, contre le Japon, les Samoa, l'Écosse, les États-Unis, le pays de Galles, la Nouvelle-Zélande et l'Argentine. L'Afrique du Sud remporte la « petite finale » face à l’Argentine.
Il est désigné capitaine des Springboks pour le dernier match des tests de juin 2017, contre l'équipe de France, en l'absence de Warren Whiteley, blessé. Son équipe s'impose sur le score de 35 à 12, dans un match où il s'illustre. Il reste capitaine pour la même raison au cours du Rugby Championship suivant. Au cours de la compétition, que la sélection sud-africaine termine à la troisième place, l'équipe subit la plus lourde défaite de son histoire, sur le score de 57 à 0 contre les All Blacks.
En 2019, il est retenu par le sélectionneur Rassie Erasmus dans le groupe de 31 joueurs pour disputer la Coupe du monde au Japon. Il joue six matchs lors de la compétition, qui voit l'Afrique du Sud remporter le titre de champion du monde.
Il est titulaire et dispute l'intégralité de la série de 3 matchs face aux Lions britanniques et irlandais lors de leur tournée 2021. L'Afrique du Sud remporte la tournée 2-1,,.
Il est élu joueur sud-africain de l'année en 2022.
Lors du test match du 16 juillet 2022 face au pays de Galles, il entre dans le cercle des joueurs à avoir atteint 100 sélections avec les Springboks. Il rejoint ainsi Victor Matfield, Bryan Habana, Percy Montgomery, Jean de Villiers, John Smit et Tendai Mtawarira. Âgé de 30 ans, il est le plus jeune joueur à atteindre cette marque.
En 2023, il remporte une nouvelle fois la Coupe du monde. Prenant une part prépondérante dans cette victoire, il dispute six matchs, tous en tant que titulaire, et inscrit notamment un essai décisif face à la France en quart de finale.

## Statistiques
Au 15 décembre 2023, Eben Etzebeth compte 119 sélections sous le maillot des Springboks, inscrivant un total de 30 points, 6 essais. Il a été sélectionné pour la première fois avec les Springboks le 9 juin 2012 contre l'Angleterre.

## Palmarès

### En club
- Western Province
  - Finaliste de la Currie Cup en 2013
- RC Toulon
  - Finaliste du Challenge européen en 2020 et 2022

### En équipe nationale
- Afrique du Sud
  - Vainqueur du Rugby Championship en 2019 et 2024
  - Vainqueur de la Coupe du monde en 2019 et 2023

#### Coupe du monde
| Édition                          | Rang      | Résultats Afrique du Sud | Résultats Etzebeth | Matchs Etzebeth |
| -------------------------------- | --------- | ------------------------ | ------------------ | --------------- |
| Angleterre & Pays de Galles 2015 | Troisième | 5 v, 0 n, 2 d            | 5 v, 0 n, 2 d      | 7/7             |
| Japon 2019                       | Vainqueur | 6 v, 0 n, 1 d            | 5 v, 0 n, 1 d      | 6/7             |
| France 2023                      | Vainqueur | 6 v, 0 n, 1 d            | 5 v, 0 n, 1 d      | 6/7             |

### Distinctions personnelles
- Prix World Rugby : Membre du XV masculin de l'année en 2023 et 2024